# Scotopteryx subfimbriata
Scotopteryx subfimbriata là một loài bướm đêm trong họ Geometridae.